# Wilfried Gnonto
Degnand Wilfried Gnonto (* 5. November 2003 in Verbania) ist ein italienisch-ivorischer Fußballspieler. Er steht in Diensten von Leeds United.

## Karriere

### Verein
Gnonto spielte bei Inter Mailand, bevor er 2020 zum FC Zürich wechselte. Am 24. Oktober 2020 gab er beim 4:1-Auswärtssieg gegen den FC Vaduz sein Debüt für die erste Mannschaft, als er in der 72. Spielminute für Aiyegun Tosin eingewechselt wurde. Zwei Wochen zuvor war er von der Zeitung The Guardian als eines der besten jungen Talente seines Jahrgangs ausgezeichnet worden. Er wurde in der Saison 2021/22 mit dem FC Zürich Schweizer Meister und wechselte im folgenden Transferfenster zum Premier-League-Verein Leeds United. Am 4. Januar 2023 erzielte Gnonto seinen ersten Treffer für Leeds United in der Premier League zum 2:2-Unentschieden gegen West Ham United. Dies blieben bis zum Saisonende jedoch die einzigen beiden Tore; am Ende der Saison stieg er mit dem Verein in die EFL Championship ab. Er blieb nach dem Abstieg im Verein und konnte, nachdem man in der anschließenden Saison 2023/24 noch in den Playoff-Spielen am direkten Wiederaufstieg gescheitert war, die folgende Spielzeit 2024/25 als Tabellen-Erster abschließen und stieg dadurch wieder in die Premier League auf. Gnonto selbst trug dazu mit neun Toren in 43 Ligaspielen bei.

### Nationalmannschaft
Bei der U-17-Fußball-Weltmeisterschaft 2019 wurde Gnonto von Trainer Carmine Nunziata für Sebastiano Esposito nachnominiert und erzielte in vier Spielen drei Tore.
Sein Debüt für die A-Nationalmannschaft gab er am 4. Juni 2022 im Nations-League-Spiel gegen Deutschland, in dem er in der 65. Minute eingewechselt wurde und ein Tor vorbereitete. Am 14. Juni 2022 erzielte er im vierten Gruppenspiel der Nations-League 2022/23 gegen Deutschland sein erstes Länderspieltor. Mit diesem Tor wurde er der jüngste Torschütze (18 Jahre und 221 Tage) in der Geschichte der italienischen Nationalmannschaft.